# Kopar
 Ovo je glavno značenje pojma Kopar. Za vrstu začina (Anethum graveolens) pogledajte Kopar (biljna vrsta).
Kopar (slov. Koper, tal. Capodistria) je jedini lučki grad na 47 km dugoj obali jadranskog mora u Sloveniji. On je sjedište gradske općine Kopar i najveći grad u Primorskoj, jednoj od slovenskih regija. Kopar je, kao i cijeli obalni dio Slovenije, dvojezičan. Leži južno od talijanskog lučkog grada Trsta, i ima 23.273 stanovnika (2005.).
Gradska luka Kopar glavni je čimbenik u gospodarstvu Gradske općine Kopar. Budući da samo jedan posto Slovenije ima izlaz na Jadransko more, utjecaj koji Luka Koper ima i na turizam bio je čimbenik u kojem je Ankaran 2011. godine na referendumu odlučio napustiti općinu i uspostaviti vlastitu. Grad je odredište za brojne sredozemne brodske linije. Kopar je glavno urbano središte slovenske Istre.
Kopar je također jedan od glavnih ulaznih putova u Sloveniju iz Italije, koja leži sjeverno od općine. Glavni prijelaz autoceste je na Spodnjim Škofijama sjeverno od grada Kopra. Autocesta nastavlja prema Rabuieseu i Trstu. Kopar također ima željezničku vezu s glavnim gradom Ljubljanom. Na obali postoji prijelaz kod Lazareta u Lazaretto u općini Milje u tršćanskoj provinciji. Talijanski granični prijelaz poznat je kao San Bartolomeo.

## Povijest
Kopar se razvio od malog naselja na otoku u tršćanskom zaljevu. U vrijeme stare Grčke je naselje bilo poznato pod imenom Aegida, dok su ga Rimljani kasnije nazivali Capris, Caprea, Capre ili Caprista.
Pred Langobardima su stanovnici obližnjeg Trsta 568. pobjegli u Kopar. U čast bizantskog cara Justina II. mjestu je ime promijenjeno u Justinopolis.
Postoje tragovi trgovine Kopra s Venecijom još iz 932. godine. U ratu između Venecije i Svetog Rimskog Carstva je Kopar bio na strani Nijemaca. Car Konrad II. je Kopru zauzvrat dodijelio gradske privilegije.
1278. Kopar postaje dio Mletačke Republike i postaje upravni centar venecijanske Istre. Venecijanci ga tada nazivaju Caput Histriae, (glavni (grad) Istre), iz čega je izvedeno i današnje tal. ime grada Capodistria.
Prema popisu stanovništva koji je 1900. provedeno u Austro-Ugarskoj, u Kopru je tada živjelo 7205 govornika talijanskog, 391 slovenskog, 167 hrvatskog i 67 njemačkog jezika.
Kopar, zajedno s cijelom obalom, 1918. potpada pod Italiju, a 1947. postaje dio Slobodnog teritorija Trsta. Nakon njene podjele, 1954. dospijeva u Jugoslaviju.
S nezavisnošću Slovenije 1991. godine Kopar je postao jedina trgovačka luka u Sloveniji. 

## Religija
Kopar je već od 8. stoljeća bio sjedište biskupije. 1498. je u Kopru rođen kasniji luteranski teolog Pier Paolo Vergerio. U Kopru je od 1536. do 1548. djelovao kao biskup. Kopar 1828. postaje dio tršćanske dijeceze, da bi nakon pripajanja Jugoslaviji ponovo postao samostalna biskupija.

## Gospodarstvo
U Kopru su najveći gospodarski subjekti luka (Luka Koper), i Tomos. No, pored njih, u gradu je živa gospodarska aktivnost niza manjih, vitalnih subjekata.
Pored toga, u gradu je razvijen i ljetni turizam.

## Šport
- Kajak kanu klub Žusterna
- FC Koper

Od 1990. održava se međunarodna kajakaška regata Capris.

## Klima
Klima u Kopru je submediteranska (maslinarska klima) koju karakteriziraju duga i vruća ljeta, blage zime i česti vjetrovi - bura, jugo i maestral. Prosječne siječanjske temperature u Kopru su više nego u većem dijelu Slovenije i iznose više od 4 °C, dok su prosječne srpanjske temperature veće od 22 °C. More je najhladnije u veljači (8°C), a najtoplije u kolovozu (24 °C). Najviše oborina padne u jesen. Najjači udari bure dosežu brzinu i do 200 km/h, što stanovnicima može stvoriti neugodnosti. Također, ozbiljnije neugodnosti mogu se dogoditi s pojavom tramontane, koja je tipična za ovo područje Slovenije.
| Klimatološki srednjaci za Kopar                      | Klimatološki srednjaci za Kopar | Klimatološki srednjaci za Kopar | Klimatološki srednjaci za Kopar | Klimatološki srednjaci za Kopar | Klimatološki srednjaci za Kopar | Klimatološki srednjaci za Kopar | Klimatološki srednjaci za Kopar | Klimatološki srednjaci za Kopar | Klimatološki srednjaci za Kopar | Klimatološki srednjaci za Kopar | Klimatološki srednjaci za Kopar | Klimatološki srednjaci za Kopar | Klimatološki srednjaci za Kopar |
| mjesec                                               | sij                             | velj                            | ožu                             | tra                             | svi                             | lip                             | srp                             | kol                             | ruj                             | lis                             | stu                             | pro                             | godina                          |
| ---------------------------------------------------- | ------------------------------- | ------------------------------- | ------------------------------- | ------------------------------- | ------------------------------- | ------------------------------- | ------------------------------- | ------------------------------- | ------------------------------- | ------------------------------- | ------------------------------- | ------------------------------- | ------------------------------- |
| srednji maksimum, °C                                 | 9                               | 10                              | 13                              | 17                              | 22                              | 26                              | 29                              | 29                              | 24                              | 19                              | 14                              | 10                              | 19                              |
| srednja dnevna temperatura, °C                       | 4                               | 5                               | 8                               | 12                              | 17                              | 21                              | 23                              | 22                              | 18                              | 10                              | 9                               | 6                               | 13                              |
| srednji minimum, °C                                  | 1                               | 0                               | 3                               | 7                               | 11                              | 15                              | 17                              | 17                              | 13                              | 10                              | 6                               | 2                               | 9                               |
| oborine, mm                                          | 60                              | 54                              | 62                              | 66                              | 75                              | 86                              | 56                              | 86                              | 118                             | 112                             | 106                             |                                 | 1113                            |
| Izvor: Agencija Republike Slovenije za okolje (ARSO) |                                 |                                 |                                 |                                 |                                 |                                 |                                 |                                 |                                 |                                 |                                 |                                 |                                 |

## Galerija
- Koper-Pretorska palača
- Obala oko Kopra prije (crveno) i poslije (plavo) amelioracije
- Luka Kopar
- Kopar početkom 20. stoljeća
- Katedrala Marijinog uznesenja
- Titov trg
- Snijeg je rijedak u Kopru

## Vanjske poveznice
- Službena stranica grada (slovenski, talijanski, engleski)
- gremoVEN.com - Koper